# 拉旺蒂
拉旺蒂（法語：Laventie，法語發音：[lavɑ̃ti]）是法国上法蘭西大區加来海峡省的一个市镇，属于贝蒂讷区。

## 地理
拉旺蒂（50°37'39"N, 2°46'16"E）面积18.13 平方千米，位于法国上法蘭西大區加来海峡省，该省份为法国北部沿海省份，西北濒北海，南至索姆省，东临北部省。
与拉旺蒂接壤的市镇（或旧市镇、城区）包括：欧贝尔、弗勒尔拜、拉戈尔格、新沙佩勒、里什堡、利斯河畔萨伊。
拉旺蒂的时区为UTC+01:00、UTC+02:00（夏令时）。

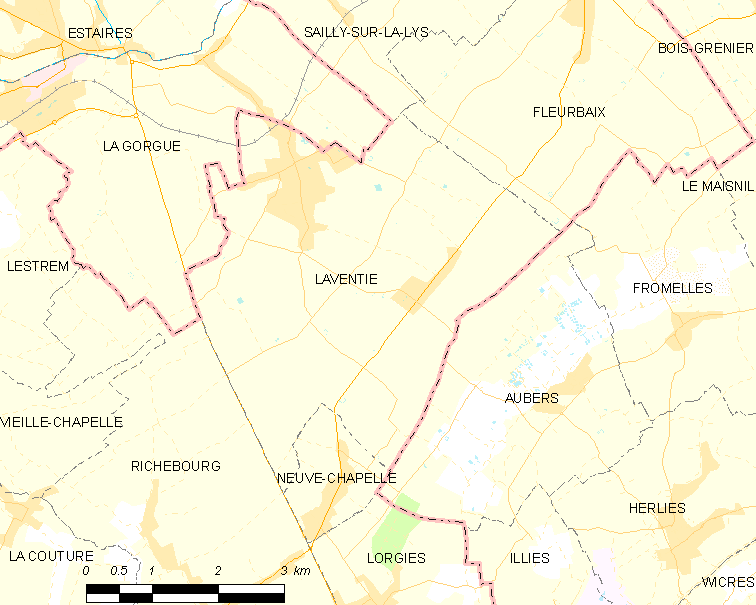
拉旺蒂的OSM定位图

## 行政
拉旺蒂的邮政编码为62840，INSEE市镇编码为62491。

## 政治
拉旺蒂所属的省级选区为伯夫里县。

## 人口

1962-2008年间拉旺蒂人口变化图示

拉旺蒂于2022年1月1日时的人口数量为5007人。